# طارق الخدیم
طارق الخدیم (انگلیسی: Tareq Al-Khodaim؛ زادهٔ ۱۹ مهٔ ۱۹۹۰) بازیکن فوتبال اهل امارات متحده عربی است.
وی همچنین در تیم ملی فوتبال United Arab Emirates بازی کرده‌است.